# Blauwe langstaartglansspreeuw
De blauwe langstaartglansspreeuw (Lamprotornis purpuroptera) is een vogelsoort uit de familie Sturnidae.

## Verspreiding en leefgebied
Deze soort komt voor in de zuidelijke helft van Afrika en telt twee ondersoorten:
- L. p. aeneocephalus: oostelijk Soedan, Eritrea en noordelijk Ethiopië.
- L. p. purpuroptera: van zuidelijk Soedan en zuidelijk Ethiopië tot westelijk Tanzania.